# Sju svarta "Be-Hå"
Sju svarta "Be-Hå", även kallad 	7 svarta "Be-Hå", är en svensk film från 1954 med regi och manus av Gösta Bernhard. I filmens huvudroll som Jens Nielsen ses den danske skådespelaren Dirch Passer.
Filmen var en mycket fri bearbetning av romanen Tolv stolar av Ilja Ilf och Jevgenij Petrov. Kompositör var Harry Arnold och klippare Hans Gullander och  Jan Lindeström. Lindeström var även fotograf. Filmen spelades in senhösten 1953 i Metronomes studio i Stocksund, samt på olika adresser i Stockholm (Krukmakargatan på Södermalm, Skeppar Karls gränd i Gamla stan, Furusundsgatan på Gärdet samt på Långholmen). Filmen hade premiär den 22 mars 1954 på biograferna City i Norrköping, China i Sundsvall, Saga i Östersund och Saga i Gävle. Stockholmspremiär hade den först 19 april på biografen Anglais.

## Handling
Filmen handlar om sol-och-våraren Jens Nielsen (Dirch Passer) som sitter i fängelse på Långholmen i Stockholm. I utbyte mot en cigarett och eld får han veta att en ädelsten värd 100 000 svenska kronor ligger insydd i en svart behå hos en Hulda Johansson (Rut Holm) på adressen Krukmakargatan 48 på Södermalm. När han friges beger han sig dit för att upptäcka att behån är såld. En jakt efter stenen påbörjas. När den till slut hittas upptäcker han att den är av glas.

## Rollista
- Dirch Passer – Jens Nielsen
- Annalisa Ericson – Gertrud Hall
- Åke Grönberg – Sture Kaxe
- Hjördis Petterson – Sofia Pang
- Stig Järrel – kapten Jakob Grönkvist
- Katie Rolfsen – Tina Andersson
- Iréne Söderblom – sol-och-vårare
- Siv Ericks – Margareta Beckman
- Rut Holm – Hulda Johansson
- Anna-Lisa Baude – Valborg Jeppman
- Gösta Bernhard – förskingrare
- Curt "Minimal" Åström – Vesslan
- John Melin – inbrottstjuv
- Ullacarin Rydén – fröken Svensson
- Nils "Knas" Ohlson – tiggare
- Georg Adelly – polis

Ej krediterade
- Gunnar "Knas" Lindkvist – Grönkvists sällskap
- John Norrman – pantlånaren
- Eric Stolpe – fångvaktare
- Julie Bernby – glädjeflicka
- Stig Johanson – onykter man på gatan
- Astrid Bodin – Sofia Pangs sekreterare
- Jarl Hamilton – polis
- Chris Wahlström – föreståndare för kaféet
- Anders Burman – kafégäst